# アーサー・レビンソン
アーサー・D. レビンソン（Arthur D. Levinson、1950年3月31日 -  ）はアメリカのビジネスマンであり、現在Apple  （2011年 - ）の会長であり、 Calico （ Alphabet Inc.ベンチャー）のCEO。ジェネンテックの元CEO（1995年–2009年）および会長（1999年–2014年）。
医療会社（バイオベンチャー）のジェネンテックの元会長及び元CEOで、Calico（Googleの親会社Alphabetグループの1つ）の現CEOでもある。そして2004年から2009年まではGoogleの取締役も務めていた人物である。
Apple Inc. （2000年から現在）の取締役に加えて、 Broad Institute （MITおよびハーバードと提携）の取締役も務めているが、以前はエフ・ホフマン・ラ・ロシュ（F. Hoffmann-La Roche 、2010年–2014年）、NGM Biopharmaceuticals（2009年–2014年）、Amyris Biotechnologies （2009年–2014年）の取締役を務めていた。彼は現在、メモリアルスローンケタリングがんセンターの科学コンサルタント委員会、カリフォルニア定量生物科学研究所（QB3）の産業諮問委員会、プリンストン大学分子生物学部諮問委員会、統合ゲノミクスのためのシグラー研究所ルイス諮問委員会の委員を務めている。

## 来歴

### 幼少期
マルビナとソルレビンソンの息子であるユダヤ人の家族に生まれ、1972年にシアトルのワシントン大学で学士号 （BS）を取得し、1977年にプリンストン大学で生化学の博士号（PhD）を取得。

### 経歴
レビンソンは、ノーベル賞を受賞したマイケル・ビショップとハロルド・ヴァーマスとともに、カリフォルニア大学サンフランシスコ校の微生物学部で博士研究員を務め、ハーバート・ボイヤーがジェネンテックに雇用。レビンソンは1980年に研究科学者として医療会社のジェネンテック（Genentech）にリサーチ科学者として入社。ジェネンテック社はバイオベンチャーのパイオニアで、アメリカのカリフォルニア州サンフランシスコの会社である。
1989年には同社のリサーチテクノロジー担当の副社長（ヴァイス・プレジデント）に就任。 1990年に研究担当副社長。1992年には上級副社長（シニア・ヴァイス・プレジデント）に昇進。1992年には上級副社長（シニア・ヴァイス・プレジデント）に昇進。1993年に研究開発担当上級副社長。1995年にはジェネンテックのCEO最高経営責任者となって、続く1999年にはChairman（会長）となった。1999年にNational Breast 
```
Cancer Coalitionから企業リーダーシップ賞を受賞
[
10
]
。
```

現在ジェネンテックはバイオベンチャーとしてはアムジェンに継ぐ世界第2位の売上げ規模を誇る大会社である（日本最大の武田製薬よりも上）。
2000年Appleの取締役就任。
2003年のバイオテクノロジーCEO会議でバイオテクノロジーの殿堂入りを果たした。 BusinessWeekは、2004年と2005年にレビンソンを「年間最優秀監督賞」の1人に指名し、機関投資家は、4年連続（2004年から2007年）にバイオテクノロジー部門で彼を「アメリカの最優秀CEO」に指名した。 2004年から2009年までGoogleの取締役を務めた。
2006年、プリンストン大学は、科学研究とバイオテクノロジーにおける卓越したキャリアに対して、ジェームズマディソンメダルを授与した。 また、2006年には、バロンズは「世界で最も尊敬されるCEO」の1人として認め、ベストプラクティスインスティテュートのCEO兼創設者であるルイスカーターの上級執行委員会の承認を得て、「25のトップCEO」リストに入れた。 2008年、レビンソンはアメリカ芸術科学アカデミーのフェローに選出され、グラスドアは彼を2008年で「最も素晴らしい」CEOとして93％の承認率を獲得した。
2010年、レビンソンはバイオテクノロジー産業協会（BIO）とケミカルヘリテージ財団からバイオテクノロジーヘリテージアワードを、サンフランシスコエクスプロラトリアムからディレクターズアワードを受賞した。
80を超える科学論文を執筆または共同執筆しており、米国の11の特許の発明者に指名されている。
2011年11月15日、スティーブ・ジョブズの後任としてAppleの取締役会会長に任命された。
2013年9月18日、健康と福祉に焦点を当てた新会社であるCalicoのCEOに任命された。この会社はGoogleによって創設、資金提供された。
2014年、ワシントン大学から同窓生Summa Laude Dignatus Awardを受賞。ワシントン大学の卒業生に授与された最高の賞である。
2014年10月3日、アメリカ国家技術賞を受賞。科学技術の分野での進歩とリーダーシップに対する米国最高の賞である。
2016年4月、科学界への貢献により、カリフォルニア大学サンフランシスコ校から2016年のDistinguished AlumnusAwardを受賞した。
2016年9月の時点で、3億8,400万米ドル相当の約120万株のApple株を所有している。
2020年に彼はフランクリン研究所のビジネスリーダーシップのバウアー賞を受賞した。

## 私生活
1978年12月17日にリタメイリフと結婚し、2人の子供がいる。 息子のジェシー・レビンソンはZoox (企業)の共同創立者。